# コバ・クルタニーゼ
コバ・クルタニーゼ（Koba Kurtanidze 1964年10月13日-2005年12月6日 ）は、旧ソ連のグルジア共和国（現在のジョージア）出身の柔道選手。階級は95kg級。身長186cm。

## 人物
かつて世界選手権の95kg級で2連覇したテンギズ・フブルーリと同じく、ゴリ近郊にあるスクラ村出身で、ミュンヘンオリンピック軽重量級で優勝したショータ・チョチョシビリとは従兄弟にあたる。幼少の頃からグルジアの民族格闘技であるチタオバに取り組んでいたが、チョチョシビリの影響で14歳の時に柔道を始めた。1988年に地元で開催された世界学生で優勝すると、1989年の世界選手権でも優勝を果たした。しかし、オリンピックには結果として出場できなかった。

## 主な戦績
- 1984年 - ハンガリー国際　優勝
- 1984年 - ヨーロッパジュニア　3位
- 1984年 - 世界学生　3位
- 1985年 - フランス国際　2位
- 1985年 - ソ連国際　3位
- 1985年 - ハンガリー国際　95kg級　優勝　無差別　3位
- 1985年 - ユニバーシアード　3位
- 1986年 - ソ連国際　95kg級　優勝　無差別　2位
- 1986年 - チェコ国際　優勝
- 1987年 - チェコ国際　優勝
- 1987年 - ヨーロッパ選手権　優勝
- 1987年 - ソ連国際　優勝
- 1988年 - 世界学生　優勝
- 1989年 - ヨーロッパ選手権　優勝
- 1989年 - 世界選手権　優勝
- 1990年 - ヨーロッパ選手権　3位
- 1990年 - グッドウィルゲームズ　3位